# Аджлун (замок)
Замок Аджлун (араб. قلعة عجلون‎) — замок на северо-западе Иордании, построенный в XII веке. Он был возведён в стратегическом важной месте династией Айюбиды. Это имело место во время крестовых походов и во-многом было вызвано необходимостью защиты мусульманских земель от западных завоевателей, а также для контроля над регионом. Крепость стоит на вершине скалы и окружена тремя вади (сухими руслами) долины реки Иордан. На протяжении многих веков вокруг замка возник и постепенно расширился город Аджлун — столица одноимённой иорданской провинции. Замок открыт для посещения туристами. Внутри находится музейная выставка представляющая историю региона.

## История

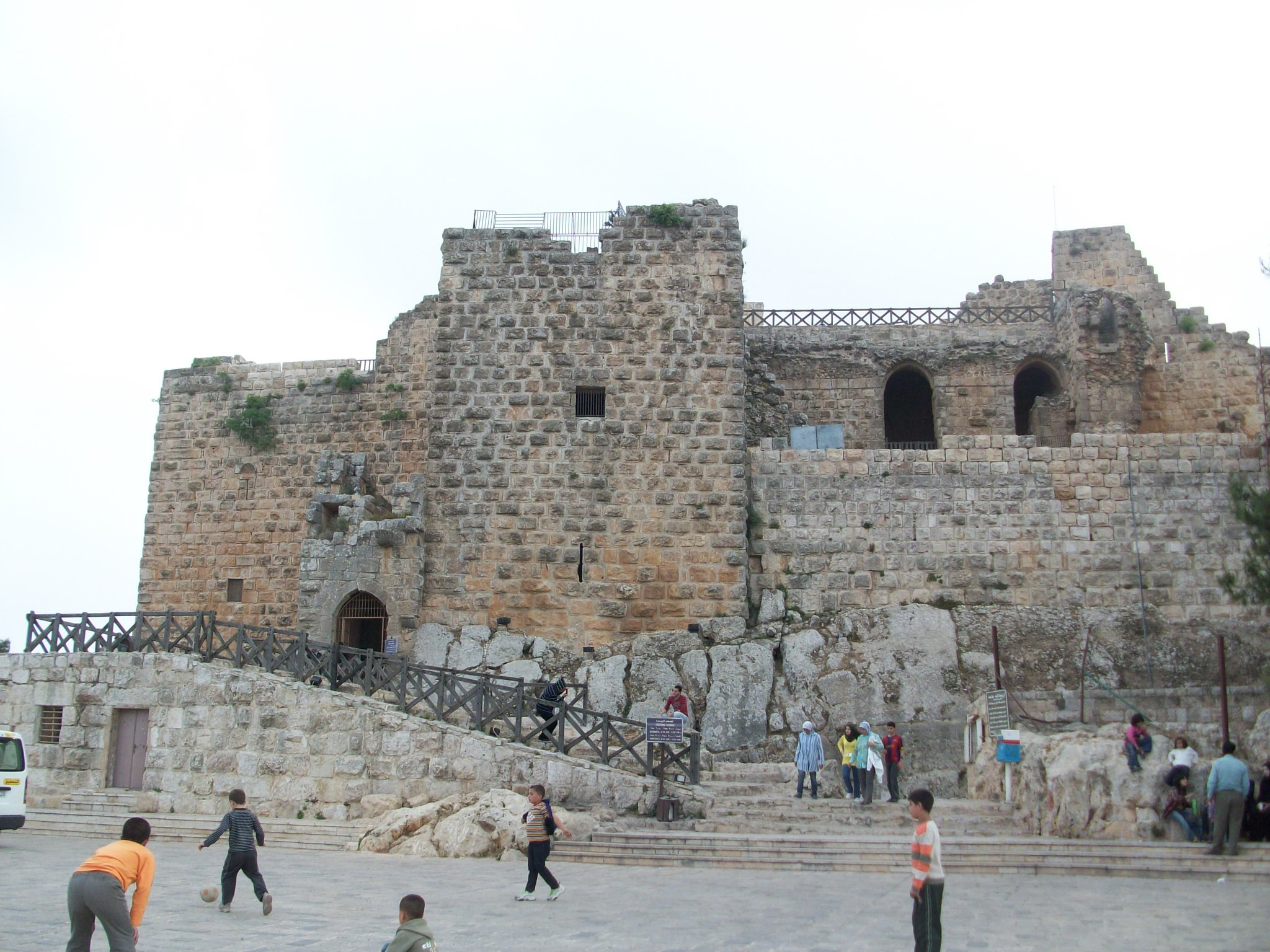
Замок Аджлун

Аджлунский замок был построен в 1184—1185 годы эмиром Аджлуна Иссаддином Усамой (араб. ﻋﺰ ﺍﻟﺪﻳﻦ ﺍﺳﺎﻣـة‎). Он был двоюродным братом и соратником египетского и сирийского султана Саладина, основателя династии Айюбиды. Название Аджлун происходит от имени христианского монаха, который жил на этой горе в византийский период. Замок стоит на руинах монастыря VI—VII веков, следы которого были обнаружены во время археологических раскопок. Постепенно вокруг замка возникло поселение, которое со временем дало ему другое название — Кала-ар-Рабад, что буквально можно перевести как «замок-пригород». Саладин возглавил мусульманское сопротивление завоеваниям крестоносцев, чему также и был призван способствовать замок. Согласно историку и биографу мусульманского полководца Бахауддину ибн Шаддаду, крепость в первую очередь была построена для того, чтобы помочь контролировать бедуинские племена Джабаль Ауф. Занимал стратегически важное положение и контролировал, в частности, движение по дороге, соединявшей Сирию и Египет. Также крепость доминировала на широком участке северной долины реки Иордан и обеспечивала контроль над тремя основными коридорами, которые вели к ней. Неподалеку от Аджлуна, в нескольких милях к югу от Галилейского моря, христианским Иерусалимским королевством был сооружён замок Бельвуар.
Сначала небольшой замок имел четыре угловые башни, соединённые между собой куртинами и двойными воротами. Такая прямоугольная планировка была характерна для арабской фортификационной архитектуры того времени. Прорези для стрел были встроены в толстые стены, которые были окружены рвами шириной 16 метров и глубиной 12—15 метров. Через тридцать лет после своего возведения, в 1214–1215 годы, замок был перестроен и укреплён в период правления Иссаддина Айбака — губернатора мамлюков. Во времена Османской империи в замке находился контингент из пятидесяти солдат. В первой четверти XVII века принц Фахр ад Дин аль-Мани II использовал его во время битвы против Ахмада иб Тарбея. Когда в 1812 году замок посетил швейцарский путешественник Иоганн Людвиг Буркхардт, в нём было около сорока человек.
Два крупных разрушительных землетрясения повредили замок в 1837 и 1927 годах.

## Туризм
Замок Аджлун открыт для посещения туристами, которые поднимаются на скалу, где он находится по лестнице. Вход доступен практически во все помещения замка. Внутри также находится музейная выставка со множеством экспонатов разных периодов региона: римского, христианского и мусульманского. В нём также содержится коллекция средневекого оружия. Одним из украшений замка является мозаичный пол, оставшийся от христианской церкви.